# Kampung Kelapa Satu
Kampung Kelapa Satu is een bestuurslaag in het regentschap Deli Serdang van de provincie Noord-Sumatra, Indonesië. Kampung Kelapa Satu telt 1134 inwoners (volkstelling 2010).